# Agyagtábla

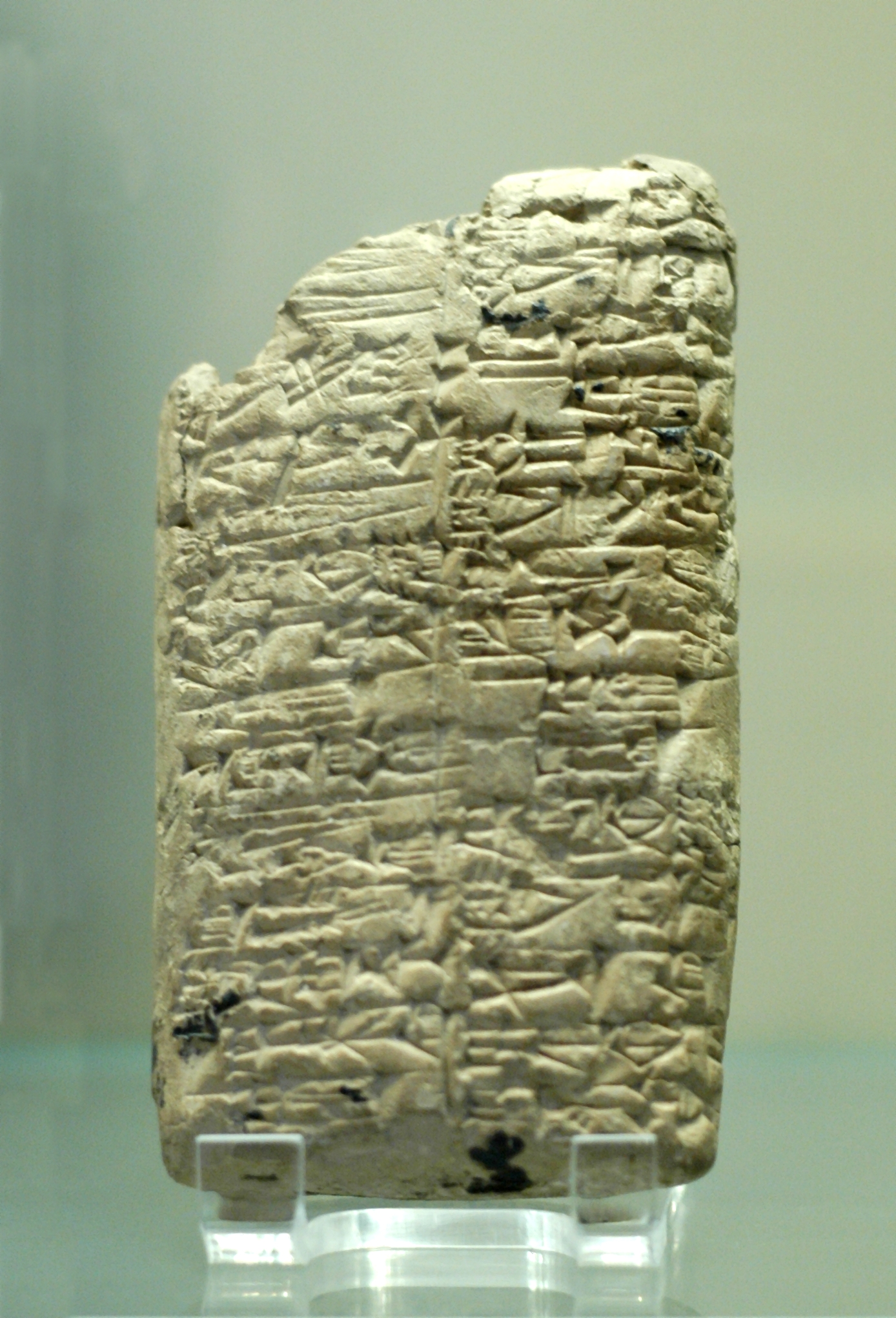
Rimush akkád király Marhashi királya, Abalgamash fölött aratott győzelmeinek listája, Kr. e 2270 körülről (lásd Manishtushu obeliszk)

Az ókori Közel-Keleten az agyagtábla, akkádul ṭuppu(m) 𒁾) az írás, különösen ékírás hordozófelülete volt a bronzkortól a vaskorba nyúlóan. A termékeny félhold területén a száraz, forró éghajlat segítette fennmaradását.
Az ékírás jeleit nádszálból készült stílussal nyomták agyagba. A táblákat többnyire csak kiszárították a napon vagy a levegőn, ezek törékenyek maradtak. Később, amikor nem volt rájuk szükség vagy összetörtek, akkor víz hozzáadásával az agyag újra gyúrhatóvá vált. Amit tartósnak szántak, azt kiégették. Egyes táblák tűzvészben égtek ki. Ezek alkották a legkorábbi könyvtárakat. Több tízezer táblát, köztük töredékeseket is találtak a Közel-Keleten.
A minószi/mükénéi civilizációban az írást egyedül könyvelés céljára használták. A táblákat nem égették ki szándékosan, hanem évente újragyúrták őket. Néhány tábla kiégett, amikor kigyulladt az épület. Több elveszett, kidobott táblát megtaláltak, ezek nincsenek kiégetve. Törékenységük miatt a kutatók vizsgálják azt a lehetőséget, hogy ma lehessen kiégetni, hogy segítsék megőrzésüket.

## Kialakulása
Az írás nem olyan volt, mint ma. Mezopotámiában egyszerű számolókövekkel kezdődött, amiket a csomaghoz csomagoltak a mennyiség ellenőrzésére. A számolóköveket egyszerű jelölések váltották fel, amiket fára, kőre vagy agyagra róttak. Ezzel részletesebben meg lehetett jelölni, hogy miből mennyi van a csomagban.  A fő áruk: gabona, kenyér és birka volt. A kis agyag tokeneket Kr. e. 9000 körültől Kr. e. 3000-ig használták, amikorra már írás is rendelkezésre állt.
Ettől kezdve a táblákat nemcsak gazdasági feljegyzésekre használtak, hanem eseményeket is feljegyeztek. Az íróeszköz éles háromszög hegyű stílus volt, amivel könnyű nyomot hagyni az agyagban. Maguk az agyagtáblák különböző színűek voltak, volt fehér, csokoládébarna és fekete is. Az első képszerű jelek Kr. e. 4000 körül jelentek meg, ebből alakult ki a sumér ékírás, ami már egy kifinomultabb, részben szótagokat jelölő írás, ami Kr. e. 2500 körül jelent meg. Alkalmas volt megalkotói anyanyelvének, a mindennapi beszédnek feljegyzésére.
Az eredetileg használt jelek piktogramok voltak. Ezek egy szót jelöltek képszerűen. Más korai írások, mint az első egyiptomi hieroglifák és a legrégibb kínai írásjegyek is ilyen logogramok.
Az ékírás fonetikai szimbólumokat, szótagjeleket is tartalmazott.

## Felhasználása
Az agyagtáblákon feljegyzett szövegek tartalmaznak mítoszokat, meséket, esszéket, himnuszokat, közmondásokat, epikus költészetet, törvényeket, tudományos szövegeket. Az agyagtáblákra fel lehetett jegyezni mindent, amit csak akartak. Nevezetes példa a Gilgames-eposz, ami mesél egy nagy áradásról, ami elöntötte egész Sumert. Vannak receptek és gyógyszerek is. Köztük ragureceptek, amelyek használnak kecskehúst, vöröshagymát, fokhagymát és savanyított tejet.
Kr. e. 2200-2000 körülről maradtak ránk az első novellák, melyeket több szerző egymástól függetlenül írt. Vannak filozofikusabbak, mint a madár  és a hal vitája, és más témájúak is.
Az agyagtábla forradalmasította a kommunikációt, mert már lehetett levelet küldeni. Fontos és személyes szövegeket tartalmazó táblákat agyagréteggel vontak be, hogy illetéktelenek ne olvashassák. Több, mint 3000 éven át legalább tizenöt nyelven használták ezt a kommunikációs eszközt. A sumérok, babilóniak, elamiták mind saját könyvtárakat rendeztek be. Az ékírás elterjedt Asszíriában, Anatóliában, Szíriában, Levantében és Cipruson is. A késő asszír korban az agyagtáblát papirusz váltotta fel, amire arámiul írtak. 

## Fejlődése
Az ékírás elterjedt, de más népek inkább egyszerűsítettek rajta, mert túl bonyolultnak találták. A szójeleket kiküszöbölték az elamiták, hurriták és ugaritiak. Bagdadtól délre találtak komplett könyvtárakat irodalmi művekkel, szótárakkal, imákkal és csillagászati feljegyzésekkel, és a táblák még mindig helyükön voltak. Az ugaritiak megalkották az első ábécét. Ez Kr. e. 1450-ben 32 betűből állt, amelyeket ékírással lehetett feljegyezni. A nyelv és az írás fejlődése segíti a kormeghatározást. Egyes táblák képeket is tartalmaztak. Egy Kr. e. 2300 körül készült 7 × 7 cm-es tábla hegyeket, folyókat és városokat ábrázol. A térkép Irakban került elő Kirkuktól délnyugatra, a mai  Jorgan Tepénél került elő.
Az egyiptomiak megalkották saját írásukat. Hieroglifákkal írtak, melyek fő típusai a logogramok és a fonogramok. A logogramok egész szavak helyett álltak, a fonogramok szótagokat és hangokat jelöltek. A hieroglifa név görög eredetű, szent írást jelent, mivel úgy gondolták, hogy az írás egy isten, Thot adománya.
Krétán a lineáris-A és a lineáris-B írás hordozóanyaga is agyag volt, ugyanígy a ciprusi szótagírás is.
Még régebbiek a Tărtăria-táblák, amik a dunai civilizáció feljegyzéseit tartalmazzák. A mellettük talált csontok segítségével indirekt módon Kr. e. 5500 és 4000 közé datálták. Ez azonban vitatott, mivel a táblák kemencében ki voltak égetve, ezért a szén tulajdonságai megváltozhattak.
Kőbe is véstek, illetve csontba is karcoltak feliratokat, például Kínában.

## Archívumok
A bronzkori magaskultúrákban a palotai könyvtárakban az irodalmi művek mellett voltak tudományos  művek is és diplomáciai levelezéseket, közigazgatási iratokat is találtak. A legjelentősebbek  Babilon, Uruk, Ugarit, Hattuša, Aššur, Ninive és Amarna könyvtárai. Emellett magángyűjtemények is voltak, bírósági ítéletekkel, birtoklevelekkel és adósságlevelekkel. Ilyet találtak például az anatóliai Kanešban,  Isinben és Ḫanában.  Sipparban találták Ur-Utu gyűjteményét, ami majdnem 2000 tábla, és 250 évet fed le, továbbá Dilbatban  Ilī-amranni gyűjteményét, ami 180 évet fed le.
Jelentős gyűjtemények:
- Assurbanipal könyvtára
- Amarna-levelek
- Mari-archívum

## Segédeszközök
Ismertek írásra előkészített, de nem megírt agyagtáblák, többek között Terqából. Radírként egy balta alakú eszköz szolgált, amivel akár egyes jeleket, akár teljes sorokat ki lehetett radírozni.

## Fordítás
Ez a szócikk részben vagy egészben  a   Clay tablet című angol Wikipédia-szócikk fordításán alapul.  Az eredeti cikk szerkesztőit annak laptörténete sorolja fel. Ez a jelzés csupán a megfogalmazás eredetét és a szerzői jogokat jelzi, nem szolgál a cikkben szereplő információk forrásmegjelöléseként.
Ez a szócikk részben vagy egészben  a   Tontafel című német Wikipédia-szócikk fordításán alapul.  Az eredeti cikk szerkesztőit annak laptörténete sorolja fel. Ez a jelzés csupán a megfogalmazás eredetét és a szerzői jogokat jelzi, nem szolgál a cikkben szereplő információk forrásmegjelöléseként.